# NGC 6814
NGC 6814 је спирална галаксија у сазвежђу Орао која се налази на NGC листи објеката дубоког неба.
Деклинација објекта је - 10° 19' 28" а ректасцензија 19h 42m 40,5s. Привидна величина (магнитуда) објекта NGC 6814 износи 11,3 а фотографска магнитуда 12,1. Налази се на удаљености од 22,8000 милиона парсека од Сунца. NGC 6814 је још познат и под ознакама MCG -2-50-1, IRAS 19399-1026, PGC 63545.